# GSAT-8
GSAT-8はインドの通信衛星。インド宇宙研究機関（ISRO）がINSATシステムの一環として開発した。2011年5月21日に打ち上げられた。

## 概要
ISROとISRO衛星センター(ISAC)が製造。I-3K衛星バスが使用され、寸法は4.1 x 2.3 x 3.4m、太陽電池パドル展開時の翼長は37.4m、打上げ時の質量は3100kgで、設計寿命は最低12年。
24本のKuバンドトランスポンダーを搭載し、東経55度の静止軌道からインド全域にTV放送や通信サービスを提供する。
またL1とL5バンドのガガン機器を搭載。

## 打上げ
打上げに先立って、機体はインドからフランス領ギアナのCayenne – Rochambeau空港にAn-124によって空輸された。2011年5月21日、GSAT-8はST-2と共にギアナ宇宙センターからアリアン5によって打ち上げられた。